# Desná (přítok Moravy)
Desná (německy Tess) je levostranný přítok řeky Moravy v okrese Šumperk v Olomouckém kraji. Délka toku činí 31,0 km. Spolu s Divokou Desnou, která je označována jako hlavní pramenný tok dosahuje délky 43,4 km. Plocha povodí měří 338,0 km².

## Průběh toku
Pramení v Medvědím žlebu pod Vysokou holí v Hrubém Jeseníku. Až k soutoku s Hučivou Desnou v Koutech nad Desnou v nadmořské výšce 560 m se také nazývá Divoká Desná. Dále směřuje převážně jihozápadním směrem. Protéká Loučnou nad Desnou, okrajem Maršíkova a Rapotínem, u kterého ji výrazně posilují přítoky Merta a Losinka. Dále protéká Vikýřovicemi, Šumperkem (spíše okrajověji) a obcí Sudkov. Vlévá se zleva do řeky Moravy u Postřelmova v nadmořské výšce 281 m.

### Větší přítoky
- Merta, zleva, ř. km 17,0
- Losinka, zprava, ř. km 16,5
- Rejchartický potok, zprava, ř. km 14,0
- Hraběšický potok, zleva, ř. km 10,3
- Bratrušovský potok, zprava, ř. km 8,0
- Sudkovský potok, zleva, ř. km 1,4

## Vodní režim
Hlásný profil:
| místo   | říční km | plocha povodí | průměrný průtok (Qa) | stoletá voda (Q100) |
| ------- | -------- | ------------- | -------------------- | ------------------- |
| Šumperk | 12,60    | 240,63 km²    | 3,88 m³/s            | 161 m³/s            |